# 아이하눔

아이하눔 시가도

아이하눔 또는 아이카눔(آی خانم, Ai-Khanoum, 우즈베크어로 "달의 부인")은 아프가니스탄 쿤두즈주에 위치한 고대 도시의 유적이다. 클라우디오스 프톨레마이오스에 의해 옥수스의 알렉산드리아(Αλεξάνδρεια η επί του Ώξου)로 비정되었다.
타지키스탄과의 국경에서 5km 정도 떨어진, 아무다리야강과 콕차강(fr)의 합류점에 세워진 이 도시는 알렉산드로스 대왕에 의해 기원전 4세기에 조성되었다. 후에 에우크라티디아로 개명되어 일시적으로 그리스-박트리아 왕국의 수도로 기능한 것으로 추정되며, 기원전 2세기 후반에 전쟁으로 파괴되었다.

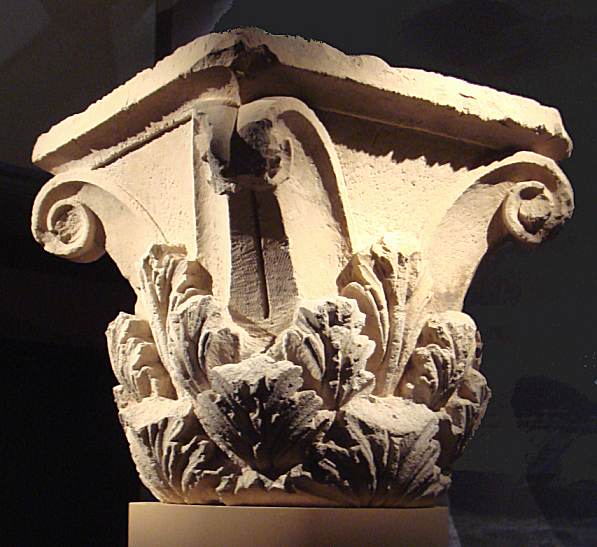
아이하눔 유적에서 발굴된 기둥 윗부분

무함마드 자히르 샤에 의해 발견되고 나서 1964년부터 1979년까지 발굴이 진행되어 대부분의 출토물이 아프가니스탄 국립박물관에 보관되었다.